# Алтона (Индијана)
Алтона (енгл. Altona) град је у америчкој савезној држави Индијана.

## Демографија
По попису из 2010. године број становника је 197, што је 1 (-0,5%) становника мање него 2000. године.
| Група             | 2000.       | 2010.       |
| Белци             | 194 (98,0%) | 192 (97,5%) |
| Афроамериканци    | 1 (0,5%)    | 0 (0,0%)    |
| Азијати           | 0 (0,0%)    | 0 (0,0%)    |
| Хиспаноамериканци | 2 (1,0%)    | 2 (1,0%)    |
| Укупно            | 198         | 197         |